# ناکینا ایر سرویس
ناکینا ایر سرویس (به انگلیسی: Nakina Air Service) یک شرکت هواپیمایی با کد یاتا T2 است. دفتر مرکزی ناکینا ایر سرویس در ناکینا واقع شده‌است و قطب این شرکت هواپیمایی در فرودگاه ناکینا قرار دارد.